# Korallen-Ölweide

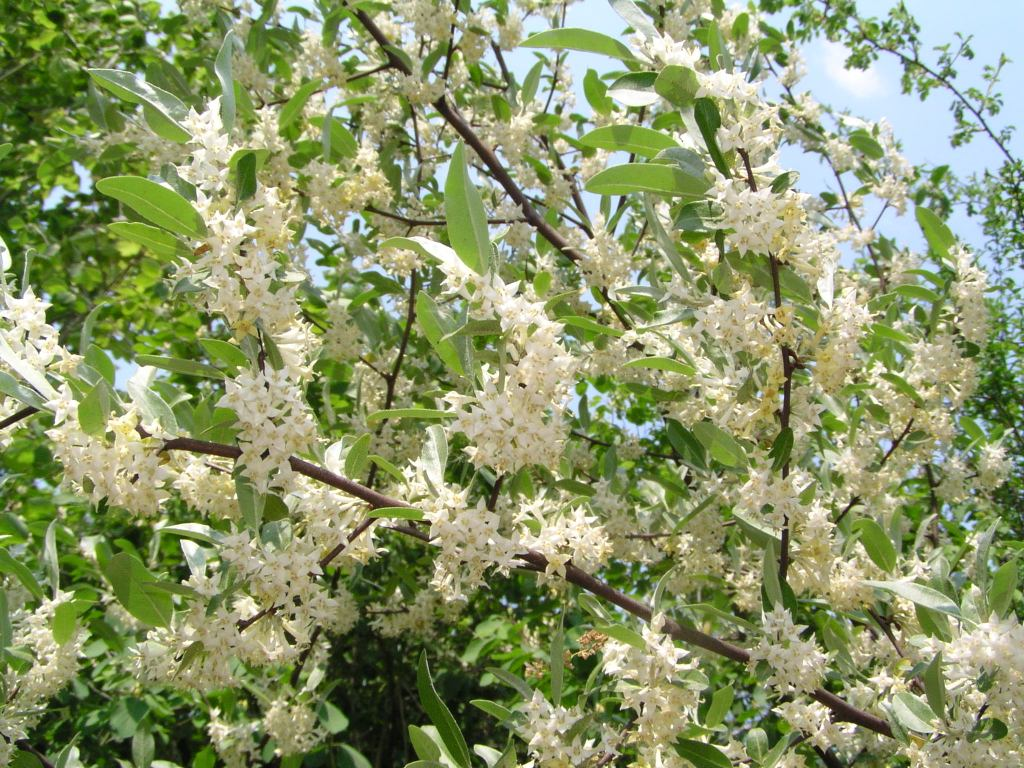
Blüten

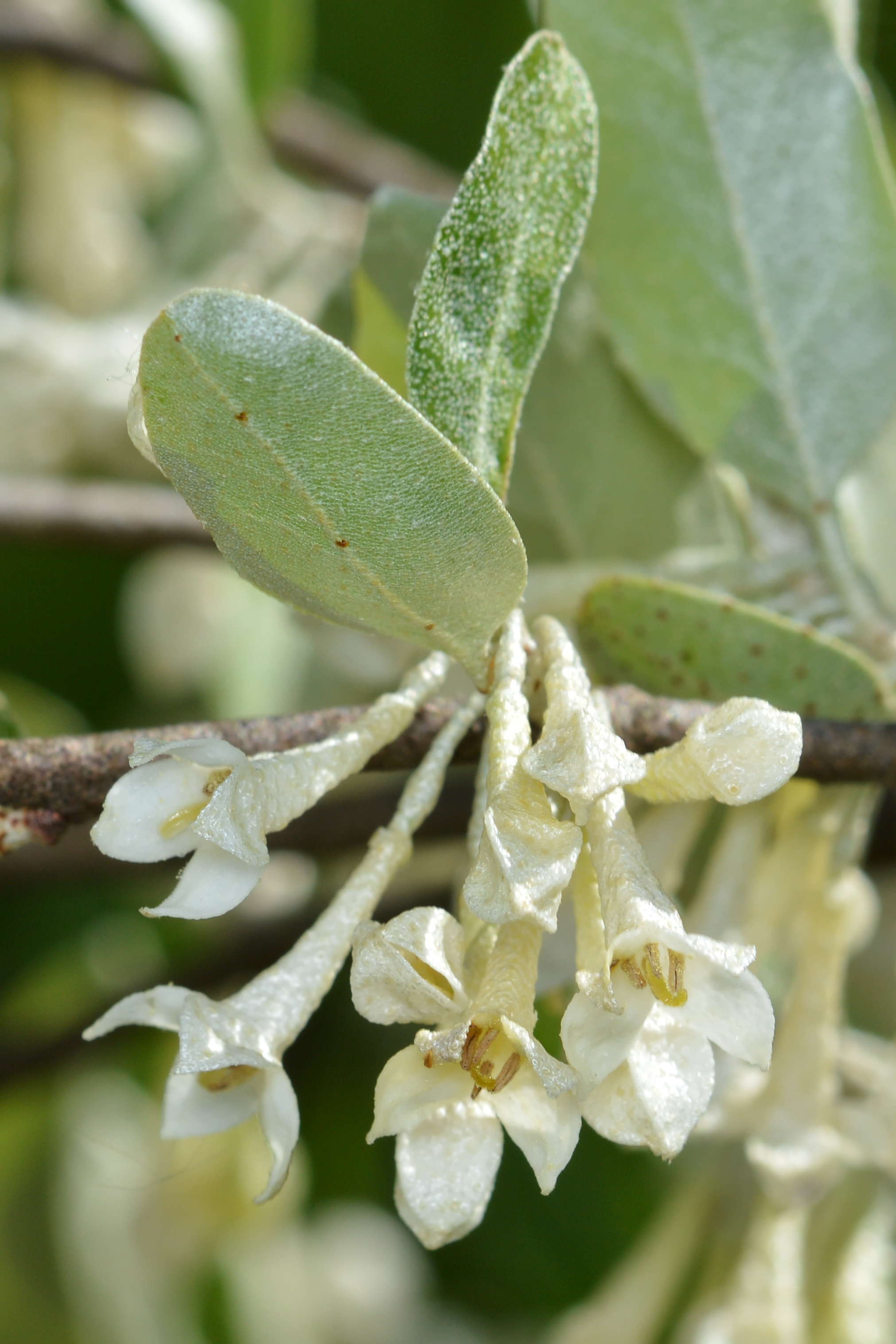
Blüten im Detail

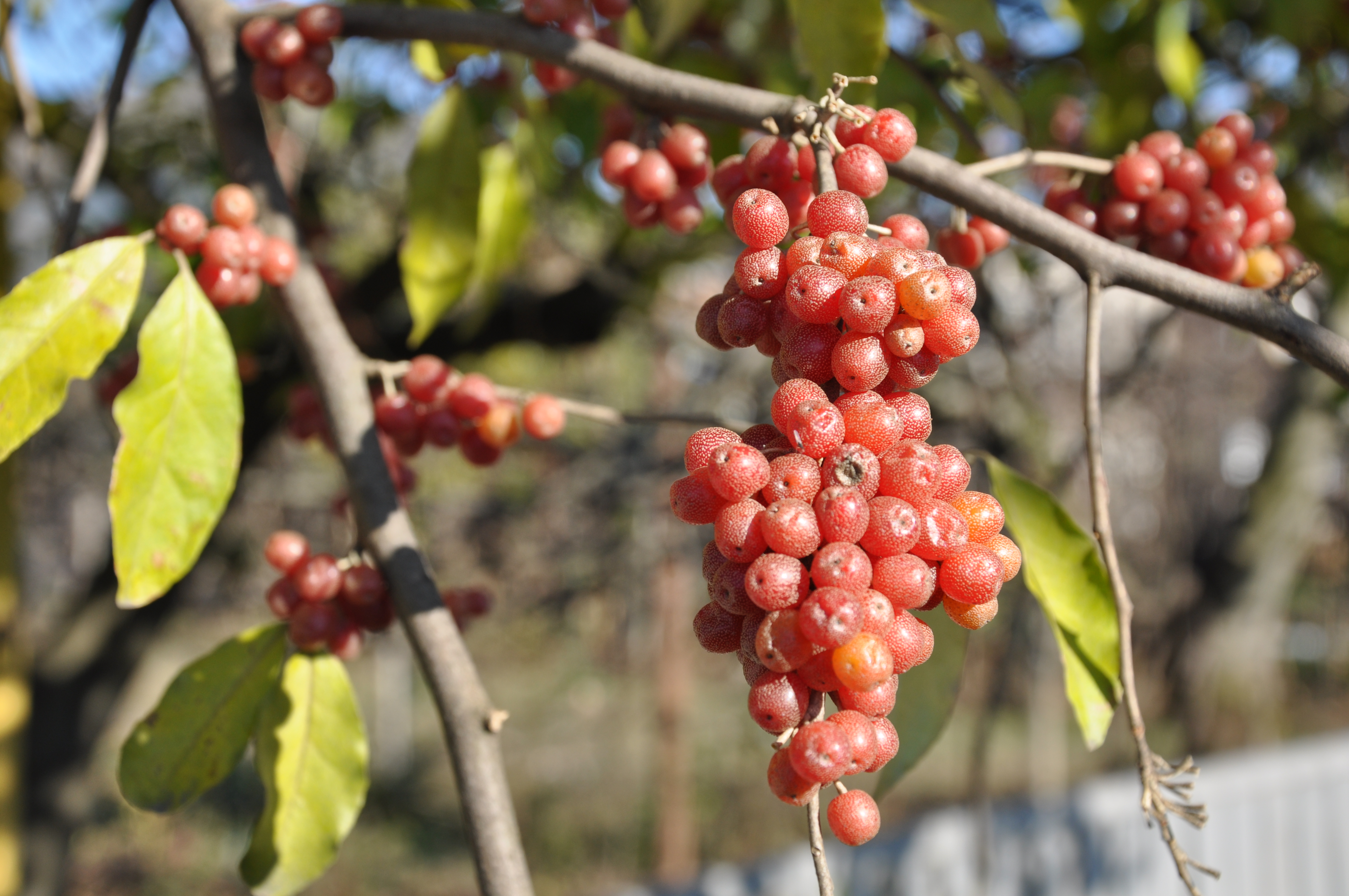
Fruchtstand

Die Korallen-Ölweide (Elaeagnus umbellata Thunb.), auch Doldige Ölweide, Herbst-Ölweide, Schirm-Ölweide, ist eine Pflanzenart aus der Gattung der Ölweiden (Elaeagnus) innerhalb der Familie der Ölweidengewächse (Elaeagnaceae).

## Beschreibung
Die Korallen-Ölweide ist ein frostharter und robuster, laubabwerfender bis 4 m hoher Strauch mit oft dornigen Zweigen. 
Die wechselständigen, kurz gestielten, spitzen bis stumpfen, verkehrt-eiförmigen bis elliptischen oder eiförmigen und ganzrandigen Laubblätter sind oberseits mehr oder weniger silbrig schuppig und unterseits dicht silbrig schuppig. 
Die weißen, duftenden Blüten erscheinen im Mai/Juni achselständig und einzeln oder bis zu siebt. Die gestielten und vierzähligen Blüten sind zwittrig mit einfacher Blütenhülle. Der Blütenbecher ist schmal, röhrig. Der schmal trichterförmige Kelch mit kurzen, dreieckigen und spreizenden Zipfeln ist außen silbrig schuppig. Die roten, bis 1 Zentimeter langen, rundlichen bis ellipsoiden, einsamigen, silbrig schuppigen Steinfrüchte sind essbar, saftig, süß-sauer. Sie reifen Ende September und haften bis November an den Zweigen.
Die Chromosomenzahl beträgt 2n = 28.

## Verbreitung
Die Korallen-Ölweide hat ihre natürlichen Vorkommen in Afghanistan, Pakistan, Indien, Nepal, Bhutan, Korea, Japan, Taiwan und in den chinesischen Provinzen Zhejiang, Hubei, Gansu, Jiangsu, Liaoning, Shanxi, Shandong, Shaanxi, Sichuan, Yunnan und Xizang. In Nordamerika und auf Hawaii ist sie ein Neophyt.
Die Korallen-Ölweide kam aus Asien nach Europa und wird in Deutschland als Pioniergehölz oder Zier- und Nutzgehölz kultiviert. Anzutreffen ist die Pflanze in Gärten und Parks sowie an Straßenrändern.

## Ökologie
Ähnlich wie Hülsenfrüchtler (Leguminosen) und andere Ölweidengewächse ist die Korallen-Ölweide in der Lage, mit Hilfe von in Symbiose lebenden Bakterien (Frankia alni) Luftstickstoff in knöllchenartigen Gebilden an der Wurzel zu binden, umzuwandeln und den Pflanzen verfügbar zu machen. Analog zu den Mykorrhiza wird diese Form der Symbiose Aktinorrhiza genannt. Die Pflanze gedeiht auch auf nährstoffarmen Böden, ist widerstandsfähig gegen Hitze, Trockenheit und Wind, und somit als Pioniergehölz zur Befestigung von Dünen und Böschungen geeignet. So wurde die Korallen-Ölweide beispielsweise während der 1970er- und 1980er-Jahre in den Vereinigten Staaten zur ingenieurbiologischen Sicherung von Fernstraßen eingesetzt. Allerdings wurde sie bereits 20 Jahre später offiziell als "invasive species" eingestuft, weil sie sich auch abseits der Pflanzflächen rasch und unkontrolliert ausgebreitet hatte.

## Vermehrung
Reife Samen werden im Herbst ausgesät. Vermehrung über Stecklinge, sowohl halbreife wie verholzte, kann von Spätsommer bis Spätherbst erfolgen, benötigt allerdings etwas Geduld, da sich die Bewurzelung erst nach einigen Monaten einstellt und man für die Auspflanzung mit 2 bis 3 Jahren rechnen muss.

## Systematik
Man unterscheidet folgende Varietäten:   
- Elaeagnus umbellata var. parvifolia (Wall. ex Royle) C.K. Schneid. (Syn.: Elaeagnus umbellata Thunb. f. parvifolia (Wall. ex Royle) Kitam.)
- Elaeagnus umbellata var. rotundifolia (Syn.: Elaeagnus umbellata Thunb. f. rotundifolia (Makino) Kitam.)
- Elaeagnus umbellata var. umbellata

## Verwendung
Die Früchte der Sorte 'Serinus' enthalten 20 mg/100 g Vitamin C, bis 12 % Gesamtzucker, 1,5 % Fruchtsäure. 
Die saftigen, süß-sauren Steinfrüchte können zu Marmelade, Gelee oder Kompott, gemischt mit anderen Früchten, verarbeitet werden. Reife Früchte sind zum Frischverzehr schmackhaft. Die Früchte können auch zu alkoholischen Getränken vergoren werden.
Der Strauch stellt keine großen Ansprüche an den Boden und ist im Garten gemeinsam mit anderen Wildobststräuchern als Heckenbepflanzung oder Solitär geeignet.
Eine ähnliche Sorte ist die 'Turdus', die in Berlin ausgelesen wurde und seit 1992 im Handel ist.